# Laura Haddock
Laura Jane Haddock (Enfield, 21 de agosto de 1985) es una actriz británica, conocida por haber interpretado a Lucrezia Donati en la serie Da Vinci's Demons.

## Primeros años
Haddock nació en Enfield, Londres, de padre financiero y madre reflexóloga. Se crio en Harpenden, Hertfordshire, donde asistió a St George's School. Abandonó la escuela a los 17 años y se mudó a Londres para estudiar drama. Se formó en la Arts Educational School en Chiswick.

## Carrera
En 2008 se unió al elenco de la serie Honest, donde interpretó a Kacie Carter hasta el final de la serie. Ese mismo año apareció en la serie The Palace, donde interpretó a Lady Arabella Worthesley Wolsey. En 2009 se unió al elenco de la serie Monday Monday, donde interpretó a Natasha Wright hasta el final de la serie ese mismo año. Ese mismo año se unió al elenco de la segunda temporada de la serie How Not to Live Your Life, donde interpretó a Samantha Parker hasta el final de la serie en 2011.
En 2011 apareció como invitada en la serie Strike Back: Project Dawn, donde dio vida a la doctora Clare Somersby. Ese mismo año obtuvo un pequeño papel en la película Capitán América: el primer vengador. En 2012 se unió a la segunda temporada de la serie Upstairs Downstairs, donde interpretó a Beryl Ballard. En 2013 se unió al elenco de la serie Da Vinci's Demons, donde interpretó a Lucrezia Donati hasta el final de la serie en 2015. En 2014 obtuvo un papel en la película Guardianes de la Galaxia, donde dio vida a Meredith Quill. En 2016 apareció como invitada en un episodio de la tercera temporada de la serie The Musketeers, donde interpretó a Pauline. Ese mismo año se unió al elenco del nuevo drama The Level, donde dará vida a Hayley Le Saux.

## Vida personal
Haddock se casó con el actor inglés Sam Claflin en julio de 2013 después de salir durante dos años. Tienen un hijo, Pip, nacido en 2015, y una hija, Margot, nacida en 2018. El 19 de agosto de 2019, Haddock y Claflin anunciaron su separación.

## Filmografía

### Series de televisión
| Año         | Serie                     | Personaje                | Notas                                 |
| ----------- | ------------------------- | ------------------------ | ------------------------------------- |
| 2020        | White Lines               | Zoe Walker               |                                       |
| 2019        | The Capture               | Hannah Roberts           | -                                     |
| 2016        | The Level                 | Hayley Le Saux           | -                                     |
| 2016        | The Musketeers            | Pauline                  | episodio «The Queen's Diamonds»       |
| 2015        | Luther                    | Megan Connor             | 2 episodios                           |
| 2013 - 2015 | Da Vinci's Demons         | Lucrezia Donati          | 26 episodios                          |
| 2014        | Ripper Street             | Lady Vera Montacute      | episodio «The Incontrovertible Truth» |
| 2013        | Dancing on the Edge       | Josephine                | episodio # 1.5                        |
| 2012        | Missing                   | Susan Grantham           | 2 episodios                           |
| 2012        | Upstairs Downstairs       | Beryl Ballard            | 6 episodios                           |
| 2009 - 2011 | How Not to Live Your Life | Samantha Parker          | 14 episodios                          |
| 2011        | Strike Back: Project Dawn | Dra. Clare Somersby      | 2 episodios                           |
| 2009        | Monday Monday             | Natasha Wright           | 7 episodios                           |
| 2008        | The Palace                | Lady Arabella Worthesley | 2 episodios                           |
| 2008        | Honest                    | Kacie Carter             | 6 episodios                           |
| 2007        | Comedy Showcase           | Nicky                    | episodio «Plus One»                   |
| 2007        | My Family                 | Melanie                  | episodio «Life Begins at Fifty»       |

### Películas
| Año  | Título                              | Personaje                   | Notas |
| ---- | ----------------------------------- | --------------------------- | ----- |
| 2017 | Transformers: el último caballero   | Viviane Wembley             |       |
| 2017 | Guardianes de la Galaxia vol. 2     | Meredith Quill              |       |
| 2014 | Guardianes de la Galaxia            | Meredith Quill              |       |
| 2012 | House Cocktail                      | La Bella                    | Corto |
| 2012 | Storage 24                          | Nikki                       |       |
| 2011 | La Furia del Yeti                   | Ashley                      |       |
| 2011 | The Inbetweeners Movie              | Alison                      |       |
| 2011 | Capitán América: el primer vengador | Mujer pidiendo un autógrafo |       |
| 2008 | Marple: A Pocket Full of Rye        | Miss Grosvenor              |       |
| 2008 | The Colour of Magic                 | Bethan                      |       |

### Teatro
| Año  | Obra               | Personaje | Director | Teatro              |
| ---- | ------------------ | --------- | -------- | ------------------- |
| 2009 | Famous Last        | Treena    | —        | Orante Tree Theatre |
| 2009 | Rutherford and Son | Mary      | —        | Northern Stage      |

## Premios y nominaciones
| Año  | Categoría                                              | Premio                   | Serie/Película         | Resultado |
| ---- | ------------------------------------------------------ | ------------------------ | ---------------------- | --------- |
| 2016 | Mejor Actriz de Soporte en una Película/Serie Limitada | Critics' Choice TV Award | Luther                 | Nominada  |
| 2012 | Mejor Actriz Revelación                                | Empire Award             | The Inbetweeners Movie | Nominada  |